# Marga (Indonésie)
Marga est un desa de la province de Bali en Indonésie.

## Histoire
Marga est le lieu de la bataille du même nom où le héros national d'Indonésie, I Gusti Ngurah Rai, fut tué par l'armée néerlandaise durant la Révolution indonésienne. Cette bataille, dans laquelle quatre-vingt-seize Indonésiens furent tués, fut qualifiée par les auteurs balinais de puputan, au même titre que ceux de 1906 et 1908.

## Géographie
Marga est situé au centre ouest de l'île de Bali.

## Administration
Le desa (village) de Marga fait partie du kabupaten (département) de Tabanan dans la province de Bali. Il a le statut d'un kecamatan (canton) qui comprend, outre celui de Marga, les desa de Batannyuh, Beringkit, Cau Belayu, Geluntung, Kukuh, Kuwum, Marga Dajan Puri, Marga Dauh Puri, Payangan, Peken, Petiga, Selanbawak, Tegaljadi et Tua.